# András Vasy

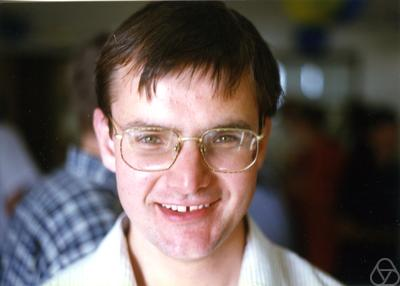
András Vasy (1997)

András Vasy (* 1969 in Budapest) ist ein ungarischer Mathematiker, der sich mit mathematischer Physik befasst.
Vasy studierte Mathematik und Physik an der Stanford University und wurde 1997 bei Richard Melrose am Massachusetts Institute of Technology in Mathematik promoviert (Propagation of singularities in three-body scattering). Als Post-Doktorand war er an der University of California, Berkeley, bei Maciej Zworski. 1999 wurde er Assistant Professor am MIT (mit tenure ab 2005) und ab 2006 war er Professor an der Stanford University.
Er befasst sich mit mikrolokaler Analysis insbesondere bei hyperbolischen partiellen Differentialgleichungen, zum Beispiel der Ausbreitung von Singularitäten der Wellengleichung auf Mannigfaltigkeiten mit singulären Rändern und bei der Streutheorie in asymptotischen De-Sitter-Raum-Zeiten und Kerr-DeSitter Raum-Zeiten in der Allgemeinen Relativitätstheorie. Er wandte mikrolokale Analysis auch bei inversen Problemen an und befasste sich mit Vielteilchen-Streutheorie.
Er war eingeladener Sprecher auf dem Internationalen Mathematikerkongress in Seoul 2014 (Some recent advances in microlocal analysis).
2017 erhielt er den Bôcher Memorial Prize für seine Arbeit Microlocal analysis of asymptotically hyperbolic and Kerr-de Sitter spaces. Die Arbeit gab Anstoß zu weiteren Fortschritten wie dem Beweis der globalen Stabilität der Kerr-De-Sitter-Lösung von Vasy und P. Hintz.
2002 bis 2004 war er Sloan Research Fellow und 2004 bis 2006 Clay Research Fellow. Er ist Fellow der American Mathematical Society und seit 2019 Mitglied der American Academy of Arts and Sciences.

## Schriften (Auswahl)
- Propagation of singularities for the wave equation on manifolds with corners, Annals of Mathematics, Band 168, 2008, S. 749–812, Arxiv
- mit Jared Wunsch, Richard B. Melrose: Propagation of singularities for the wave equation on edge manifolds, Duke Math. J., Band 144, 2008, S. 109–193, Arxiv (Appendix S. Dyatlov)
- Microlocal analysis of asymptotically hyperbolic and Kerr-de Sitter spaces, Inventiones Mathematicae, Band 194, 2013, S. 381–513. Arxiv
- mit P. Hintz: Semilinear wave equations on asymptotically de Sitter, Kerr-de Sitter, and Minkowski spacetimes, Analysis & PDE, Band 8, 2015, S. 1807–1890, Arxiv
- mit P. Hintz: The global nonlinear stability of the Kerr-de Sitter family of black holes, Arxiv 2016
- mit Gunther Uhlmann: The inverse problem for the local geodesic ray transform, Inventiones Mathematicae, Band 205, 2016, S. 83–120, Arxiv